# Dromomeron
Dromomeron is een geslacht van uitgestorven reptielen behorend tot de groep van de Dinosauromorpha dat leefde in het Laat-Trias leefde in het gebied van het huidige New Mexico.
De soort werd in 2007 beschreven door Randall Irmis, Sterling J. Nesbitt, Kevin Padian, Nathan D. Smith, Alan H. Turner, Daniel Woody en Alex Downs. De geslachtsnaam betekent 'rennend dijbeen', een verwijzing naar het holotype GR 218, enkel bestaande uit een linkerdijbeen. Het 'rennend' verwijst bepaaldelijk naar het feit dat het dijbeen recht onder het lichaam geplaatst was, wat een constante ademhaling vereenvoudigt en dus het lopen bevordert. De soortaanduiding eert de grote Amerikaanse systematicus op het gebied van reptielen Alfred Sherwood Romer.
Fragmentarische fossielen van Dromomeron werden gevonden in de Chinle-formatie en de Dockumgroep, aardlagen uit het Norien, zo'n 210 miljoen jaar geleden. Het dier werd een kleine meter lang. Volgens een eerste analyse was het nauw verwant aan de dinosauromorf Lagerpeton. De vondst van Dromomeron maakt deel uit van een groot aantal recente ontdekkingen van Dinosauromorpha uit het Laat-Trias, die bewijst dat de meer basale leden van die groep niet heel snel door de subgroep van de dinosauriërs werden vervangen, zoals eerder gedacht werd.
In 2009 werd een tweede soort benoemd: Dromomeron gregorii, waarvan de soortaanduiding Joseph Tracy Gregory eert, gebaseerd op holotype TMM 31100–1306, een rechterdijbeen gevonden in Texas. Andere fossielen zijn aan de soort toegewezen. Het is geopperd dat de tweede soort een jonger synoniem is van de typesoort maar dat is ook ontkend wegens verschillen in datering en details in de bouw.
In 2015 werd een derde soort benoemd: Dromomeron gigas, 'de reusachtige', gebaseerd op materiaal uit de Quebrada del Barro-formatie uit Argentinië.
In 2019 werd een studie gepubliceerd over de relatie tussen de botstructuur en de groeisnelheid.
De typesoort is ongeveer een meter lang.
Een mogelijke positie in de evolutionaire stamboom van de eerste twee soorten toont het volgende kladogram.
|  | Lagerpeton chanarensis                                                    |
|  |                                                                           |
|  | \| \| Dromomeron gregorii \| \| \| \| \| \| Dromomeron romeri \| \| \| \| |
|  |                                                                           |
|  | Dromomeron gregorii                                                       |
|  |                                                                           |
|  | Dromomeron romeri                                                         |
|  |                                                                           |

|  | Dromomeron gregorii |
|  |                     |
|  | Dromomeron romeri   |
|  |                     |

|  | Dinosauria |
|  |            |

|  | Lagerpeton chanarensis                                                    |
|  |                                                                           |
|  | \| \| Dromomeron gregorii \| \| \| \| \| \| Dromomeron romeri \| \| \| \| |
|  |                                                                           |
|  | Dromomeron gregorii                                                       |
|  |                                                                           |
|  | Dromomeron romeri                                                         |
|  |                                                                           |

|  | Dromomeron gregorii |
|  |                     |
|  | Dromomeron romeri   |
|  |                     |

|  | Dinosauria |
|  |            |

|  | Lagerpeton chanarensis                                                    |
|  |                                                                           |
|  | \| \| Dromomeron gregorii \| \| \| \| \| \| Dromomeron romeri \| \| \| \| |
|  |                                                                           |
|  | Dromomeron gregorii                                                       |
|  |                                                                           |
|  | Dromomeron romeri                                                         |
|  |                                                                           |

|  | Dromomeron gregorii |
|  |                     |
|  | Dromomeron romeri   |
|  |                     |

|  | Dinosauria |
|  |            |

|  | Lagerpeton chanarensis                                                    |
|  |                                                                           |
|  | \| \| Dromomeron gregorii \| \| \| \| \| \| Dromomeron romeri \| \| \| \| |
|  |                                                                           |
|  | Dromomeron gregorii                                                       |
|  |                                                                           |
|  | Dromomeron romeri                                                         |
|  |                                                                           |

|  | Dromomeron gregorii |
|  |                     |
|  | Dromomeron romeri   |
|  |                     |

|  | Dinosauria |
|  |            |